# Rūdboneh
Rūdboneh (persiska: Rūdbeneh, Rūdbaneh, رودبنه) är en ort i Iran.   Den ligger i provinsen Gilan, i den norra delen av landet, 210 km nordväst om huvudstaden Teheran. Antalet invånare är 3 594.
Terrängen runt Rūdboneh är platt åt nordväst, men åt sydost är den kuperad. Runt Rūdboneh är det ganska tätbefolkat, med 155 invånare per kvadratkilometer. Närmaste större samhälle är Lāhījān, 5,3 km söder om Rūdboneh. Trakten runt Rūdboneh består till största delen av jordbruksmark.